# Callao (Missouri)
Callao è un comune degli Stati Uniti d'America, situato nello Stato del Missouri, nella contea di Macon.